# Bathysolea
Genre
Bathysolea est un genre de poissons plats marins de la famille des Soleidae. Les espèces de ce genre vivent dans l'Atlantique est dans l'ouest de l'Océan Indien.

## Systématique
Le genre Bathysolea a été créé, initialement comme sous-genre de Solea, en 1916 par le biologiste marin français Louis Roule (1861-1942),.

## Description
Dans sa publication de 1916, Louis Roule indique que le sous-genre Bathysolea présente les deux particularités suivantes :
- pectorales réduites et restreintes à un filament court sur chacun des deux côtés ;
- villosités céphaliques peu nombreuses, seulement assemblées en bandes qui contournent la bouche et les côtés de la tête.

## Liste des espèces
Selon World Register of Marine Species (22 juin 2022) :
- Bathysolea lactea Roule, 1916
- Bathysolea lagarderae Quéro & Desoutter, 1990
- Bathysolea polli Chabanaud, 1950
- Bathysolea profundicola Vaillant, 1888

## Publication originale
- Louis Roule, « Considérations sur les deux espèces abyssales du genre Solea dans l'Atlantique paléartique et sur le sous-genre nouveau Bathysolea », Bulletin du Muséum national d'histoire naturelle, Paris, Imprimerie nationale, vol. 22,‎ 1916, p. 8–10 (ISSN 1148-8425 et 2420-1901, OCLC 801819388, BNF 34428233, DOI 10.5962/BHL.PART.17123, lire en ligne).